# Dendryphantes potanini
Dendryphantes potanini là một loài nhện trong họ Salticidae.
Loài này thuộc chi Dendryphantes. Dendryphantes potanini được Dmitri Viktorovich Logunov miêu tả năm 1993.